# Sant Genís (Alts Alps)
Sant Genís (en francès Saint-Genis) és un antic municipi francès, situat al departament dels Alts Alps i a la regió de Provença – Alps – Costa Blava. Des del 1er de gener de 2016 és fusionada amb Aiguians e Lagrand en el municipi nou de Garda Colomba.

## Demografia
| 1821                                       | 1962 | 1968 | 1975 | 1982 | 1990 | 1999 | 2006 | 2013 |
| ------------------------------------------ | ---- | ---- | ---- | ---- | ---- | ---- | ---- | ---- |
| 256                                        | 42   | 31   | 30   | 36   | 44   | 49   | 55   | 50   |
| Des de 1962: població sense dobles comptes |      |      |      |      |      |      |      |      |

## Administració
| Període                | Identitat     | Partit |
| ---------------------- | ------------- | ------ |
| 2001-2008              | Luc Barniaudy |        |
| 2008- desembre de 2015 | Daniel Nussas |        |